# RapidFire (armement)
 (décembre 2023).
La mise en forme du texte ne suit pas les recommandations de Wikipédia : il faut le « wikifier ».
Les points d'amélioration suivants sont les cas les plus fréquents. Le détail des points à revoir est peut-être précisé sur la page de discussion.
- Les titres sont pré-formatés par le logiciel. Ils ne sont ni en capitales, ni en gras.
- Le texte ne doit pas être écrit en capitales (les noms de famille non plus), ni en gras, ni en italique, ni en « petit »…
- Le gras n'est utilisé que pour surligner le titre de l'article dans l'introduction, une seule fois.
- L'italique est rarement utilisé : mots en langue étrangère, titres d'œuvres, noms de bateaux, etc.
- Les citations ne sont pas en italique mais en corps de texte normal. Elles sont entourées par des guillemets français : « et ».
- Les listes à puces sont à éviter, des paragraphes rédigés étant largement préférés. Les tableaux sont à réserver à la présentation de données structurées (résultats, etc.).
- Les appels de note de bas de page (petits chiffres en exposant, introduits par l'outil «  Source ») sont à placer entre la fin de phrase et le point final[comme ça].
- Les liens internes (vers d'autres articles de Wikipédia) sont à choisir avec parcimonie. Créez des liens vers des articles approfondissant le sujet. Les termes génériques sans rapport avec le sujet sont à éviter, ainsi que les répétitions de liens vers un même terme.
- Les liens externes sont à placer uniquement dans une section « Liens externes », à la fin de l'article. Ces liens sont à choisir avec parcimonie suivant les règles définies. Si un lien sert de source à l'article, son insertion dans le texte est à faire par les notes de bas de page.
- La présentation des références doit suivre les conventions bibliographiques. Il est recommandé d'utiliser les modèles {{Ouvrage}}, {{Chapitre}}, {{Article}}, {{Lien web}} et/ou {{Bibliographie}}. Le mode d'édition visuel peut mettre en forme automatiquement les références.
- Insérer une infobox (cadre d'informations à droite) n'est pas obligatoire pour parachever la mise en page.

Pour une aide détaillée, merci de consulter Aide:Wikification.
Si vous pensez que ces points ont été résolus, vous pouvez retirer ce bandeau et améliorer la mise en forme d'un autre article.
Ne doit pas être confondu avec Rapid Fire.
Le RapidFire appelé également 40mm RapidFire est un système d'armes polyvalent et multiplateforme entrant en service dans les années 2020. Il est basé sur un canon de calibre 40 CTC téléopéré. Il s'agit du canon du Véhicule blindé de reconnaissance Jaguar, dont le RapidFire utilise aussi les munitions. Il est composé d'une tourelle équipée d'un système de conduite de tir optronique.

## Origines
Le RapidFire reprend le canon du Jaguar et l'adapte pour la lutte antiaérienne très courte distance et la destruction de cibles au sol, ou d’embarcations rapides pour la défense asymétrique dans le cas d’un système navalisé. Le programme se veut multiplateforme, en d’autres termes, le système de canon doit pouvoir être monté sur des véhicules terrestres comme sur des bâtiments de surface.
Ce projet joue un rôle dans la défense antiaérienne de courte portée. Il permet des interceptions viables économiquement, le prix d’un obus pour abattre une cible étant bien moindre que les autres systèmes employés, tels que les missiles Aster. Ce point est très important notamment avec l’utilisation massive de munitions radioguidées ou de drones bon marché de plus en plus récurrente dans les conflits actuels. Les missiles ayant de plus hautes performances, peuvent donc être dédiés à l’interception d’engins plus furtifs ou rapides tels que des missiles de croisière ou des avions ennemis. Cela permet également de conserver un plus grand stock de munitions afin de faire face à des attaques dites saturantes.

## Comparaison avec d'autres systèmes
L’obus de calibre 20 mm du Phalanx CIWS ou le 30mm de l’AK-630 pouvant chacun atteindre d’impressionnantes cadences (respectivement 4 500 et 5 000 coups/min). Le choix du 40 CTA répond à plusieurs raisons. Tout d’abord, le système est vendu comme privilégiant une meilleure précision quitte à sacrifier la quantité d'acier envoyée. En effet, les deux systèmes précédents se basent sur le principe de faire un mur d'acier et tungstène afin de se défendre des avions/missiles ennemis. Cette précision du CTA permettrait alors d’économiser les munitions. De plus, le choix du calibre 40 mm télescopé plus compact permet d'augmenter le nombre d'obus dans le magasin de chargement.

## Munitions

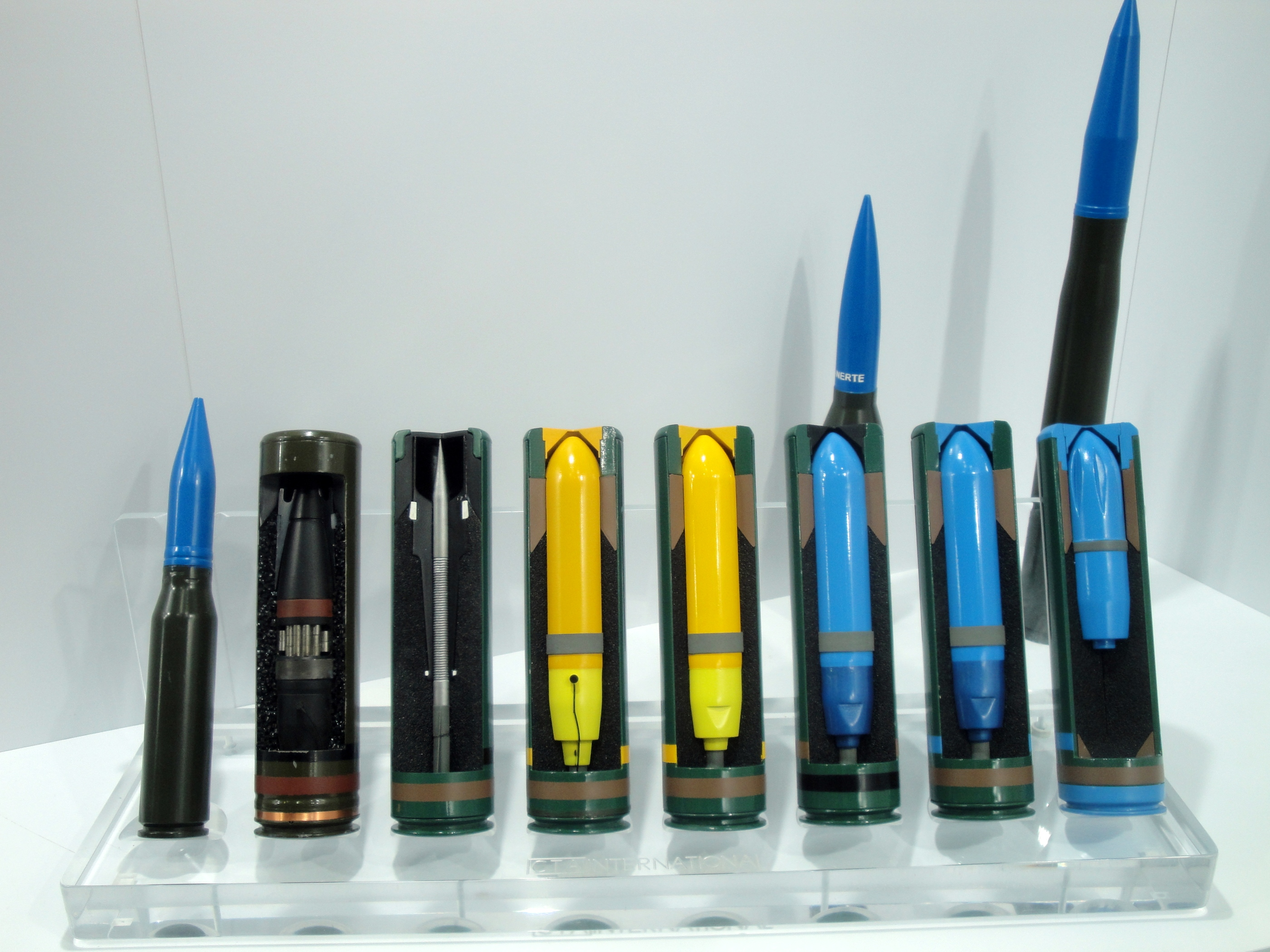
Munitions télescopées pour le canon 40 CTC.

Les munitions ont une longueur de 255 mm et un diamètre de 65 mm à la base de la cartouche. La masse totale d’une munition est de 2 kg dont 550 à 980 g pour le projectile. L'encombrement est légèrement supérieur à celui d'une munition de 25 mm. La faible taille de la 40 mm CT permet l'emport d'un plus grand nombre d'obus à volume égal, par rapport aux autres projectiles de 40 mm.

### Munitions télescopées de 65 x 255 mm développées pour le système d'armes CTAS
- OFLT (Obus FLèche Traceur) : un obus-flèche en alliage de tungstène, il est capable de perforer à 1 500 m 140 mm d'acier à blindage (plaque de 70 mm d'épaisseur sous une incidence de 60°). Sa vitesse initiale est de 1 500 m/s pour une portée pratique de 2 500 m. Des obus-flèches ont atteint une portée de 4 km au cours de tirs d'essai lorsque le canon était pointé en site à +45°.
- PPM CHR (Projectile Perforant Multiple Chronométrique) : un obus antiaérien à fusée programmable, préfragmenté ; il détone à proximité de sa cible en projetant 200 billes de tungstène. Il est aussi efficace au sol contre les fantassins. Sa vitesse initiale est de 900 m/s pour une portée pratique de 4 000 m.
- BOAT (Boulet Ogivé Acier Traceur) : un boulet perforant de 980 g ayant une vitesse initiale de 1 000 m/s. Il représente une alternative moins coûteuse à l'obus-flèche contre les blindés légers, il peut également être utilisé contre les structures non cohérentes telles que les bunkers et les murs en terre crue.
- OET CHR (Obus Explosif Traceur Chronométrique) : un obus explosif à fragmentation possédant une fusée multimode programmable pour fonctionner par contiguïté, à l'impact, ou avec un retard permettant la pénétration de l'obus avant son explosion. À 1 000 m, il est capable de traverser 210 mm de béton ou 15 mm d'acier à blindage. Sa vitesse initiale est de 1 000 m/s pour une portée pratique de 2 500 m.
- OET (Obus Explosif Traceur) : un obus explosif à fragmentation détonant à l'impact. À 1 000 m, il est capable de traverser 210 mm de béton ou 15 mm d'acier à blindage. Sa vitesse initiale est de 1 000 m/s pour une portée pratique de 2 500 m.
- KEAB (Kinetic Air Burst) [nommé A3B (Anti Aerial AirBurst) en France] est un obus intelligent qui en explosant, expulse 200 billes de tungstène à la manière d’un shrapnel, mais peut orienter la direction de la gerbe de billes. Cette capacité permettrait à la munition KEAB d’aveugler les véhicules blindés en détruisant les capteurs dont ils sont de plus en plus dépendants[6].
- OXT (Obus d’eXercice Traceur) : munition d'entraînement ; son projectile inerte possède la même balistique que les munitions GPR-PD-T and GPR-AB-T. Sa vitesse initiale est de 1 000 m/s pour une portée maximale de 8 500 m.
- OXT GAB RED (Obus d’eXercice Traceur Gabarit Réduit) : munition d'entraînement à portée réduite, son projectile inerte possède la même balistique que les munitions GPR-PD-T et GPR-AB-T. Sa vitesse initiale est supérieure à 1 000 m/s pour une portée maximale ne dépassant pas les 6 500 m.

## Variantes
- Versions navales, montées sur plateforme navale comme artillerie principale sur les navires de second rang ou comme artillerie secondaire sur les bâtiments de premier rang. Avec une unité de conduite de tir intégrée du canon, l'opérateur peut ouvrir le feu sur des cibles aériennes à des distances de 50 à 4 000 m et à des cadences allant jusqu'à 200 coups/min (avec 140 coups dans la tourelle).
- Versions terrestres montées sur camion. Le RAPIDFire Land, avec 140 obus prêt au tir, est présenté au salon du Bourget 2025[7].

## Utilisateurs
- France : La Marine Nationale utilise ce système pour plusieurs programmes en cours :
  - deux sur chaque bâtiment ravitailleur de forces dont le premier est livré en 2023 ;
  - un par patrouilleur hauturier dont la livraison est prévu à partir de fin 2026.

Des utilisations futures sont à l'étude :
- L'European Patrol Corvette, il s’agit d’un navire de second rang qui pourrait être doté de ce système comme artillerie principale. Ce navire devrait servir dans de nombreuses marines européennes, le projet étant chapeauté par la coopération structurée permanente ;
- Le porte-avions de nouvelle génération utiliserait ce système comme canon d’autodéfense pour les menaces aériennes.

## Sources
- « Actualités maritimes, défense, marine marchande », sur Mer et Marine (consulté le 5 décembre 2023)